# Psechrus norops
Espèce
Psechrus norops est une espèce d'araignées aranéomorphes de la famille des Psechridae.

## Distribution
Cette espèce est endémique du Pahang en Malaisie,. Elle a été découverte sur la Fraser's Hill à 1 200 m d'altitude.

## Publication originale
- Bayer, 2012 : The lace-sheet-weavers--a long story (Araneae: Psechridae: Psechrus). Zootaxa, no 3379, p. 1-170.